# IC 5231
IC 5231 је галаксија у сазвјежђу Пегаз која се налази на листи објеката дубоког неба у Индекс каталогу.
Деклинација објекта је + 23° 20' 21" а ректасцензија 22h 34m 0,6s. Привидна величина (магнитуда) објекта IC 5231 износи 14,5 а фотографска магнитуда 15,5. IC 5231 је још познат и под ознакама MCG 4-53-4, MK 913, CGCG 474-7, ARAK 559, NPM1G +23.0499, PGC 69166.